# Joe Henry
Joseph Lee Henry (* 2. prosince 1960) je americký zpěvák, kytarista, hudební producent a skladatel. V roce 2011 produkoval například alba Let Them Talk Hugha Laurieho a Genuine Negro Jig skupiny Carolina Chocolate Drops. Celkem vydal třináct sólových alb.

## Diskografie
- Talk of Heaven (1986)
- Murder of Crows (1989)
- Shuffletown (1990)
- Short Man's Room (1992)
- Kindess of the World (1993)
- Fireman's Wedding (EP; 1994)
- Trampoline (1996)
- Fuse (1999)
- Scar (2001)
- Tiny Voices (2003)
- Civilians (2007)
- Blood from Stars (2009)
- Reverie (2011)
- Invisible Hour (2014)